# 遠藤さき
遠藤 さき（えんどう さき、1986年3月7日 - ）は、日本の女優、声優。東京都出身。賢プロダクション所属。旧芸名は遠藤 沙季（読み同じ）。夫は俳優の加藤靖久。

## 略歴
東京音楽大学トロンボーン科卒業。
長らくフリーで活動していたが、2014年4月4日にニューウォーカーズに所属。2020年3月31日にニューウォーカーズを退所し、再びフリーとなる。アフレコ現場に衝撃と感動を受けて自身を見直し、一から学ぶ。スクールデュオ（21期生）卒業後、2021年4月1日付で賢プロダクションに所属。
2020年4月30日、俳優の加藤靖久と結婚したことを自身のTwitter（当時）で報告した。
2023年1月28日、第1子となる男児が誕生したことを自身のX（旧・Twitter）で報告した。

## 人物
特技は水泳、似顔絵、歌、ピアノ、トロンボーン、ウクレレ、般若心経、暗唱。趣味は散歩、カラオケ、料理、動物・植物観察、トレーニング、日焼け、イラスト、釣り、アロマオイル、クラシック鑑賞。
休みの日は基本的に身体づくりまたは散歩をしている。最高記録は渋谷から山下公園までの約30㎞。
日焼けしている理由は「色白に飽きた」と事務所のプロフィールページにて記述している。
肉好きで「肉に限りいつまでも満腹が来ない偏った大食い」と本人は語っている。

## 出演

### テレビアニメ
2017年
- 僕のヒーローアカデミア（2017年 - 2024年、プロヒーロー、ロックロックの妻、女性、カウンセラー） - 3シリーズ

2018年
- 新幹線変形ロボ シンカリオン（2018年 - 2022年、久留米ミドリ） - 2シリーズ
- 銀河英雄伝説 Die Neue These 邂逅（女性リポーター）
- 若おかみは小学生!（間山寿美香）
- 進撃の巨人（2018年 - 2022年、マレーネ、調査兵、ファルコ母、イェーガー派、ラムジー） - 3シリーズ
- からくりサーカス（2018年 - 2019年、高見、機械人間―0）

2019年
- ポケットモンスター サン&ムーン（プルメリ）
- ちはやふる3（2019年 - 2020年、女性、女性係員、客、翠北会）

2021年
- SK∞ エスケーエイト（ギャラリー、知念の母、伯母、女将）
- ポケットモンスター（キクナの母）
- もっと!まじめにふまじめ かいけつゾロリ（2021年 - 2022年、国民A、乳母、園長先生、秘書） - 2シリーズ
- SHAMAN KING（2021年 - 2022年、カンナ・ビスマルク）

2023年
- MFゴースト（セコンドD、女子生徒、おばさん1）

2024年
- SHAMAN KING FLOWERS（カンナ・ビスマルク）
- オーイ!とんぼ（叔母、母、島の女性1）
- 株式会社マジルミエ（おばさんC）

2025年
- ヴィジランテ-僕のヒーローアカデミア ILLEGALS-（看護士）

### 劇場アニメ
- 劇場版マクロスΔ 絶対LIVE!!!!!!（2021年）
- 劇場短編マクロスF 〜時の迷宮〜（2021年）
- バブル（2022年）
- 映画かいけつゾロリ ラララ♪スターたんじょう（2022年、ウマキ）

### Webアニメ
- ガンダムビルドファイターズ GMの逆襲（2017年、ネネネ）
- ポケモンマスターズ トレーナー大集結スペシャルアニメーション（2019年、大人のお姉さん[18]）
- PLUTO（2023年、ブランドの子供）

### ゲーム
- ポケモンマスターズ（2019年、大人のお姉さん）

### 吹き替え
- 名探偵ピカチュウ（2019年）

### テレビドラマ
- のだめカンタービレ（2006年、フジテレビ）
- ファーストクラス（2014年、フジテレビ）
- 私のホストちゃんS （2014年、テレビ朝日）
- 昼顔〜平日午後3時の恋人たち〜（2014年、フジテレビ） - 編集部員（レギュラー）
- ほんとにあった怖い話15周年スペシャル（2014年、フジテレビ） - 理沙の同僚
- ドクターX〜外科医・大門未知子〜 第1話（2014年、テレビ朝日） - 看護師
- 私は代行屋!3 事件推理請負人（2014年、テレビ朝日）
- 天皇の料理番（2015年、TBS） - 花魁
- LOVE理論（2015年、テレビ東京）
- アンダーウェア 第4話（2016年、フジテレビ） - モデル
- HOPE〜期待ゼロの新入社員〜（2016年、フジテレビ） - 女性社員

### 映画・Vシネ
- のだめカンタービレ_最終楽章（2010年、武内英樹監督）
- 関東極道連合会（2014年、岬英昭監督） - ヒロミ
- 牙狼-GARO-（2014年、雨宮慶太監督）
- 日本統一12 - 14（2015年、山本芳久監督） - 亜矢（平川進の昔の女）
- ヒロミくん!4 全国総番長への道〜母を探して放浪記〜（2015年、宮坂武志監督） - 井上圭子
- グラスホッパー（2015年、瀧本智行監督）
- 裏社会の男たち（2015年、小沢仁志監督）
- 欲望の代償（2016年、石川二郎監督） - 虎次の妻
- 闇金ウシジマくん Part3（2016年、山口雅俊監督）

### テレビ番組
- 『ぷっ』すま（テレビ朝日） - ぶっつけ本番ハイスクール
- 爆問企画ファクトリー イキすぎ!学園（テレビ朝日）
- 爆報! THE フライデー（TBS） - 再現ドラマ
- 有吉ゼミ（日本テレビ） - 再現ドラマ
- 誘女、派遣します

### CM
- おやつカンパニー「ベビースター」
- ロート製薬「30年分の愛」 - 美沙（※Webムービー）
- ライオン「スクラート」

### 舞台
- GRIPPERプロデュース「二丁目のグッドバイ」（2010年5月18日 - 23日、ザ・ポケット） - 友美
- FROG -新撰組寄留記-（2010年7月1日 - 4日、新宿スペース107）
- どん底（2011年5月20日 - 29日、笹塚ファクトリー）
- 櫻の園（2011年7月13日 - 18日、相鉄本多劇場）
- FILM STAR（2011年9月22日 - 26日、中目黒キンケロ・シアター）
- MIDNIGHT DREAM〜機械城奇譚〜（2011年11月3日 - 9日、中目黒キンケロ・シアター）
- カガミ想馬プロデュース公演
  - +GOLD FISH（2011年12月8日 - 17日、上板橋GREEN DOOR） - クラリス
- ONLY SILVER FISH（2012年6月23日 - 7月1日、上板橋GREEN DOOR）
- 熱海殺人事件-ザ・ロンゲスト・スプリング-（2013年3月6日 - 10日、阿佐ヶ谷アルシェ）
- ENGプロデュース「SLeeVe」（2013年4月25日 - 29日、相鉄本多劇場） - うぶめ
- 「人狼 ザ・ライブプレイングシアター」シリーズ
  - #03：VILLAGE I 雪深い村（2013年1月29日 - 2月6日、サンモールスタジオ） - 詩人・ジンジャー
  - 人狼TLPT X 吸血鬼〜渇愛の宴〜（2013年6月13日 - 16日、吉祥寺シアター） - ファッションデザイナー・ジンジャー
  - #06：VILLAGE IV 夏陽炎の揺れる村（2013年8月6日 - 11日、シアターブラッツ） - 詩人・ジンジャー
  - #07：CASTLE 月虹に浮かぶ城（2013年10月1日 - 7日、相鉄本多劇場） - 詩人・ジンジャー
  - #09：VILLAGE V 冬霧に冴ゆる村（2014年1月4日 - 13日、上野ストアハウス） - 詩人・ジンジャー
  - #10：WITCH 星降る庭と13人の魔女（2014年1月5日 - 13日、上野ストアハウス） - 魚座・ジンジャー
  - #11：VILLAGE VI 春風の薫る村（2014年3月4日 - 12日、サンモールスタジオ） - 詩人・ジンジャー
  - #12：STEAM 機巧人形と月の艇（2014年5月13日 - 18日、シアターグリーン BIG TREE THEATER） - 片翼の女神・ジンジャー
  - #13：VILLAGE VII 夏草がそよぐ村（2014年7月29日 - 8月10日、シアターKASSAI） - 詩人・ジンジャー
  - #15：WITCH II 星降る歌と13人の魔女（2014年12月3日 - 8日、シアターKASSAI） - 獅子座・ジンジャー
  - #17：DEPTH 贖罪の海（2015年2月13日 - 15日、情報通信交流館 e-とぴあ・かがわ BBスクエア） - Fellow"CN"・ジンジャー
  - #18：MISSION II The Buggy Job（2015年2月17日 - 3月1日、萬劇場） - 拳銃使い・ジンジャー
  - #20：STEAM II 機巧人形と月の鉱石（いし）（2015年6月10日 - 21日、シアターグリーン BIG TREE THEATER） - 片翼の女神・ジンジャー
  - #21：SPECIAL VILLAGE 三周年記念公演（2015年10月14日 - 10月18日、新宿村LIVE） - 詩人・ジンジャー
  - #22：DEPTH II 贖罪の海〜SPIRAL〜（2016年1月19日 - 31日、新宿村LIVE） - Fellow"CN"・ジンジャー
  - #24：VILLAGE XII 深紅に染まる村 4周年記念公演（2016年10月13日 - 23日、新宿村LIVE） - 詩人・ジンジャー
  - #26：FLAG 裁きの神と呪われし秘宝（2017年1月6日 - 15日、新宿村LIVE） - 剣士・ジンジャー
  - 人狼 ザ・ライブプレイングシアター in ニコファーレ -RHAPSODY-（2017年3月15日 - 16日、ニコファーレ） - 詩人・ジンジャー
  - #27:人狼TLPT X 宇宙兄弟 Rebellion of the Fullmoon（2017年7月26日 - 8月6日、シアターサンモール） - 雨屋 詩乃
  - #28:VILLAGE XIV 月凍る夜（2017年12月28日 - 1月7日、新宿村LIVE） - 詩人・ジンジャー
- 「ダイヤのA The LIVE」 - 高島礼
  - ダイヤのA The LIVE（2015年8月1日 - 9日、Zeppブルーシアター六本木）
  - ダイヤのA The LIVE II（2016年3月17日 - 4月3日、天王洲銀河劇場 他）
  - ダイヤのA The LIVE III（2016年8月24日 - 9月4日、Zeppブルーシアター六本木）
  - ダイヤのA The LIVE IV（2017年4月6日 - 23日、シアター1010 他）
  - ダイヤのA The LIVE Ⅲ（2016年8月19日 - 9月4日、Zeppブルーシアター六本木）
  - ダイヤのA The LIVE Ⅳ（2017年4月6日 - 23日、シアター1010 ほか）
- ENG第6回公演「メトロノウム」（2017年6月28日 - 7月3日、日暮里d-倉庫 ）
- 舞台劇「からくりサーカス」（2019年1月10日 - 20日、新宿FACE） - ファティマ、ヴィルマ

### その他コンテンツ
- L25「爽健美茶」
- ペットファッション誌「Dog Goods Shop」
- 映画「スウィングガールズ」 東北ライブツアー
- 銀河鉄道999「東海林修バースデーコンサート」
- 東京国際ユースU-14 サッカー大会アテンダント
- イヴ・サン・ローラン世界一斉マニフェスト（東京代表アンバサダー）2008、2010
- 「レコ直ランキング」ナレーション

### シリーズ一覧
1. ↑  第2期（2017年）、第4期（2020年）、第7期（2024年）
2. ↑  『新幹線変形ロボ シンカリオン』（2018年 - 2019年）、『新幹線変形ロボ シンカリオンZ』（2021年 - 2022年）
3. ↑  Season 3 Part 1（2018年）、Season 3 Part 2（2019年）、The Final Season Part 2（2022年）
4. ↑  第2シリーズ（2021年）、第3シリーズ（2022年）